# 1994年のFIAツーリングカーワールドカップ
1994年の世界ツーリングカーカップは、世界各国のツーリングカーレースで活躍したドライバーが招待され、10月16日にイギリスのドニントン・パークで開催された。優勝はフォード・モンデオをドライブしたポール・ラディシッチで、次いでBMWのスティーブ・ソパーとヨアヒム・ヴィンケルホックが2位と3位を獲得した。

## エントリーリスト[1]
| 国籍                     | 車番 | ドライバー                 | 車両                     | 同年参加シリーズ                     |
| ------------------------ | ---- | -------------------------- | ------------------------ | ------------------------------------ |
| ベルギー                 | 1    | マルク・デュエツ           | BMW・318i                | ベルギーツーリングカー選手権         |
| ベルギー                 | 2    | ティエリー・タッシン       | BMW・318i                | ベルギーツーリングカー選手権         |
| スイス                   | 3    | アラン・メニュ             | ルノー・ラグナ           | イギリスツーリングカー選手権         |
| スイス                   | 4    | バーナード・チューナー     | プジョー・405            | スイスツーリングカー選手権           |
| チェコ                   | 5    | ヴァクラヴ・ベルビッド     | BMW・318i                | ドイツスーパーツーリングカー選手権   |
| チェコ                   | 6    | ミロス・バイチ             | BMW・318i                | ドイツスーパーツーリングカー選手権   |
| ドイツ                   | 7    | ミハエル・バルテルス       | 日産・プリメーラ         | ドイツスーパーツーリングカー選手権   |
| ドイツ                   | 8    | フランク・ビエラ           | アウディ・80             | ドイツスーパーツーリングカー選手権   |
| ドイツ                   | 9    | マルクス・オースティン     | フォード・モンデオ       | ドイツスーパーツーリングカー選手権   |
| ドイツ                   | 10   | ハンス＝ヨアヒム・スタック | アウディ・80             | ドイツスーパーツーリングカー選手権   |
| ドイツ                   | 11   | ヨアヒム・ヴィンケルホック | BMW・318i                | イギリスツーリングカー選手権         |
| スペイン                 | 12   | アントニオ・アルバセテ     | オペル・ベクトラ         | スペインツーリングカー選手権         |
| スペイン                 | 13   | エイドリアン・カンポス     | アルファロメオ・155      | スペインツーリングカー選手権         |
| スペイン                 | 14   | カルロス・パラオ           | フォード・モンデオ       | スペインツーリングカー選手権         |
| スペイン                 | 15   | ルイス・ペレス＝サラ       | 日産・プリメーラ         | スペインツーリングカー選手権         |
| スペイン                 | 16   | ルイス・ビジャミル         | アルファロメオ・155      | スペインツーリングカー選手権         |
| フランス                 | 18   | フィリップ・ガッシェ       | フォード・モンデオ       | フランススーパーツーリングカー選手権 |
| フランス                 | 19   | イヴァン・ミュラー         | BMW・318i                | フランススーパーツーリングカー選手権 |
| イギリス                 | 20   | ジョン・クレランド         | ボクスホール・キャバリエ | イギリスツーリングカー選手権         |
| イギリス                 | 21   | ロブ・グラヴェット         | プジョー・405            | イギリスツーリングカー選手権         |
| イギリス                 | 22   | アンソニー・レイド         | ボクスホール・キャバリエ | 全日本ツーリングカー選手権           |
| イギリス                 | 23   | スティーブ・ソパー         | BMW・318i                | 全日本ツーリングカー選手権           |
| イギリス                 | 24   | パトリック・ワッツ         | プジョー・405            | イギリスツーリングカー選手権         |
| イタリア                 | 25   | ステファノ・モデナ         | アルファロメオ・155      | イタリアスーパーツーリングカー選手権 |
| イタリア                 | 26   | エマニュエル・ピロ         | アウディ・80             | イタリアスーパーツーリングカー選手権 |
| イタリア                 | 27   | ロベルト・ラヴァーリア     | BMW・318i                | イタリアスーパーツーリングカー選手権 |
| イタリア                 | 28   | アントニオ・タンブリーニ   | アルファロメオ・155      | イタリアスーパーツーリングカー選手権 |
| イタリア                 | 29   | ガブリエル・タルキーニ     | アルファロメオ・155      | イギリスツーリングカー選手権         |
| オランダ                 | 30   | ヤン・ラーマス             | ボルボ・850              | イギリスツーリングカー選手権         |
| ニュージーランド         | 31   | ポール・ラディシッチ       | フォード・モンデオ       | イギリスツーリングカー選手権         |
| スウェーデン             | 32   | ペグゲーン・アンダーソン   | BMW・318i                | ノルディックツーリングカー選手権     |
| スウェーデン             | 33   | スリム・ボルグッド         | マツダ・クセドス6        | ノルディックツーリングカー選手権     |
| ベネズエラ               | 34   | ジョニー・チェコット       | BMW・318i                | ドイツスーパーツーリングカー選手権   |
| 南アフリカ共和国         | 35   | サウン・ヴァン・デ・リンデ | BMW・318i                | 南アフリカツーリングカー選手権       |
| イギリス(地元枠での参戦) | 40   | ジュリアン・ベイリー       | トヨタ・カリーナE        | イギリスツーリングカー選手権         |
| イギリス(地元枠での参戦) | 41   | ティム・ハーベイ           | ルノー・ラグナ           | イギリスツーリングカー選手権         |
| イギリス(地元枠での参戦) | 42   | ウィル・ホイ               | トヨタ・カリーナE        | イギリスツーリングカー選手権         |
| イギリス(地元枠での参戦) | 43   | デイビッド・レズリー       | ルノー・ラグナ           | イギリスツーリングカー選手権         |
| イギリス(地元枠での参戦) | 44   | マット・ニール             | マツダ・ランティス       | イギリスツーリングカー選手権         |
| イギリス(地元枠での参戦) | 45   | キース・オドール           | 日産・プリメーラ         | イギリスツーリングカー選手権         |